# Anagrapha falcigera
Anagrapha falcigera är en fjärilsart som beskrevs av Smith 1893. Anagrapha falcigera ingår i släktet Anagrapha och familjen nattflyn. Inga underarter finns listade i Catalogue of Life.